# AirMech
AirMech (abreviado como AM) es un videojuego moba free to play futurista desarrollado y distribuido por Carbon Games para Microsoft Windows (independiente en Steam) y Google Chrome. Está en Xbox 360 bajo el nombre de AirMech Arena.

## Jugabilidad
AirMech tiene 6 modos de juego distintos.

### Solo
El jugador juega contra la IA. Puede jugar en partidas de 2 contra 2 o 3 contra 3.

### Coop
El jugador juega contra la IA pero con otro jugador en línea. Puede jugar en partidas de 2 contra 2 o 3 contra 3.

### Jugador contra jugador
Hay dos equipos, ambos con jugadores humanos. Se puede jugar en partidas de 1 contra 1, 2 contra 2 o 3 contra 3.

### Capturar la bandera
El objetivo principal es capturar la bandera, que en este caso es un orbe, que se encuentra en la base del oponente y llevarla a la propia base.
El 22 de agosto de 2014 se desactivó este modo de juego en la versión 28323, pero lo volvieron a añadir más tarde.

### Supervivencia
En este modo de juego el jugador (hasta un máximo de 4 jugadores) tiene que sobrevivir a 9 oleadas de unidades enemigas. se desactivó este modo de juego.

### Campaña
La campaña se anunció durante la beta del juego. Este modo es exclusivo para los poseedores de AirMech Prime.

## Desarrollo y lanzamiento
AirMech se anunció por primera vez el 26 de agosto de 2011 durante la Pax Prime 2011 como una remasterización del popular Herzog Zwei. El modelo que siguió hizo que fuese propicio para ser un juego free to play.
El 15 de febrero de 2012 se publicó la versión para el cliente de Google Chrome.
El 15 de agosto de 2012 se publicó el juego en versión beta.
El 21 de mayo de 2012, se anunció el juego en Steam en beta cerrada, que se abriría el 9 de noviembre del mismo año.
El 7 de abril de 2014 Carbon Games se asoció con Ubisoft para lanzar AirMech en Xbox 360 bajo el nombre AirMech Arena. Publicado en Xbox Live Arcade el 30 de julio de ese mismo año.
Cada dos semanas, aproximadamente, el juego recibe actualizaciones de contenido y correcciones de errores.
También se ha rumoreado que sacarán ediciones de AirMech para OUYA, iOS y Android próximamente.

## Recepción
AirMech ha recibido unas críticas y análisis favorables. El juego está claramente inspirad en Herzog Zwei de 1989 y los fanes lo consideran su sucesor. GameSpy describió AirMech como "It [AirMech] takes the same formula from one of the earliest RTS titles ever, adapting it to work as smoothly as a twin-stick arcade shooter, but with all the excitement that the original had with its mix of frenetic action and tactical gameplay."

## Banda sonora
La banda sonora de AirMech se publicó en 2012 en un álbum de Vancouver, de la banda de música industrial Front Line Assembly.